# Валентинер, Карл Вильгельм
Карл Вильгельм Валентинер (нем. Karl Wilhelm Valentiner) (22 февраля 1845 в Эккернфёрде — 1 апреля 1931) — выдающийся немецкий астроном.

## Биография
В 1874 году Вильгельм Валентинер провел успешную немецкую экспедицию в Чифу (Китай), чтобы наблюдать солнечное затмение.
В 1875 году он взял на себя руководство обсерватории Мангейма. Так как условия наблюдения в центре города Мангейма были неудовлетворительными, в 1880 году великий князь Фридрих I Баденский одобрил просьбу Вильгельма перемещения обсерватории в город Карлсруэ. Телескоп был расположен в импровизованном бараке на территории парка. Вильгельм Валентинер, на то время уже профессор Университета Карлсруэ, недовольный тем, что новая обсерватория так и не была построена, решает перенести строительство к холму Кёнигштуль в городе Гейдельберг, где и была создана «Großherzoglichen Bergsternwarte» (теперь Обсерватория Хайдельберг-Кёнигштуль).
В 1898 году Валентинер руководит отделением астрометрии, которое было конкурентом астрофизического отделения той же обсерватории, которым руководил Макс Вольф. В 1909 году Валентинер становится профессором-эмеритом, а два отделения обсерватории объединяют в одно.

## Научные произведения
- «Handwörterbuch der Astronomie in vier Bänden», Breslau
- «Astronomische Bilder», Leipzig, 1881
- Veröffentlichungen von W. Valentiner im Astrophysics Data System
- L. Courvoisier: Wilhelm Valentiner. Архивная копия от 28 января 2016 на Wayback Machine Astronomische Nachrichten, Bd. 243 (1931), S. 43. (Nachruf)